# Ostingersleben
Ostingersleben ist ein Ortsteil der Gemeinde Ingersleben im Landkreis Börde in Sachsen-Anhalt.

## Geografie
Ostingersleben liegt im nordwestlichen Teil der Magdeburger Börde. Das Gelände fällt in Richtung Südwesten zum nahen Allertal um etwa 30 m ab. Helmstedt liegt ca. zwölf Kilometer westlich.

## Geschichte
Erstmals wird der Ort in dem im Jahre 1160 aufgestellten Güterverzeichnis des Ludgeriklosters erwähnt als „orientales Inheresleve“. Dieses historische Ereignis wurde 2010 mit der 850-Jahr-Feier während einer Festwoche gebührend gefeiert.
Am 1. Januar 2010 schlossen sich die bis dahin selbstständigen Gemeinden Ostingersleben, Alleringersleben, Eimersleben und Morsleben zur neuen Gemeinde Ingersleben zusammen.

### Gedenkstätte
Auf dem Ortsfriedhof befindet sich die Grabstätte für einen unbekannten Polen, der während des Zweiten Weltkrieges nach Deutschland verschleppt und ein Opfer von Zwangsarbeit wurde.
Neben der Kirche steht das Denkmal für die Gefallenen der Weltkriege, das im Jahr 2005 restauriert wurde.

## Wirtschaft und Infrastruktur
In Ostingersleben ist die Landwirtschaft ein wichtiger Erwerbszweig, die im waldarmen Gebiet südöstlich des Lappwaldes dank der sehr guten Böden intensiv betrieben wird. Unter den weiteren Gewerbebetrieben ist der Metallbau hervorzuheben. Die Freiwillige Feuerwehr Ostingersleben wurde 1926 gegründet.

### Verkehrsanbindung
Nördlich von Ostingersleben verläuft die Bundesstraße 1 von Magdeburg nach Braunschweig. Unmittelbar südlich von Ostingersleben führt die Bundesautobahn 2 von Berlin nach Hannover vorbei (Anschlussstelle Alleringersleben in 2,5 km Entfernung). In den benachbarten Orten Marienborn und Wefensleben bestehen Bahnanschlüsse (Bahnlinie Magdeburg–Braunschweig).

## Kultur und Sehenswürdigkeiten

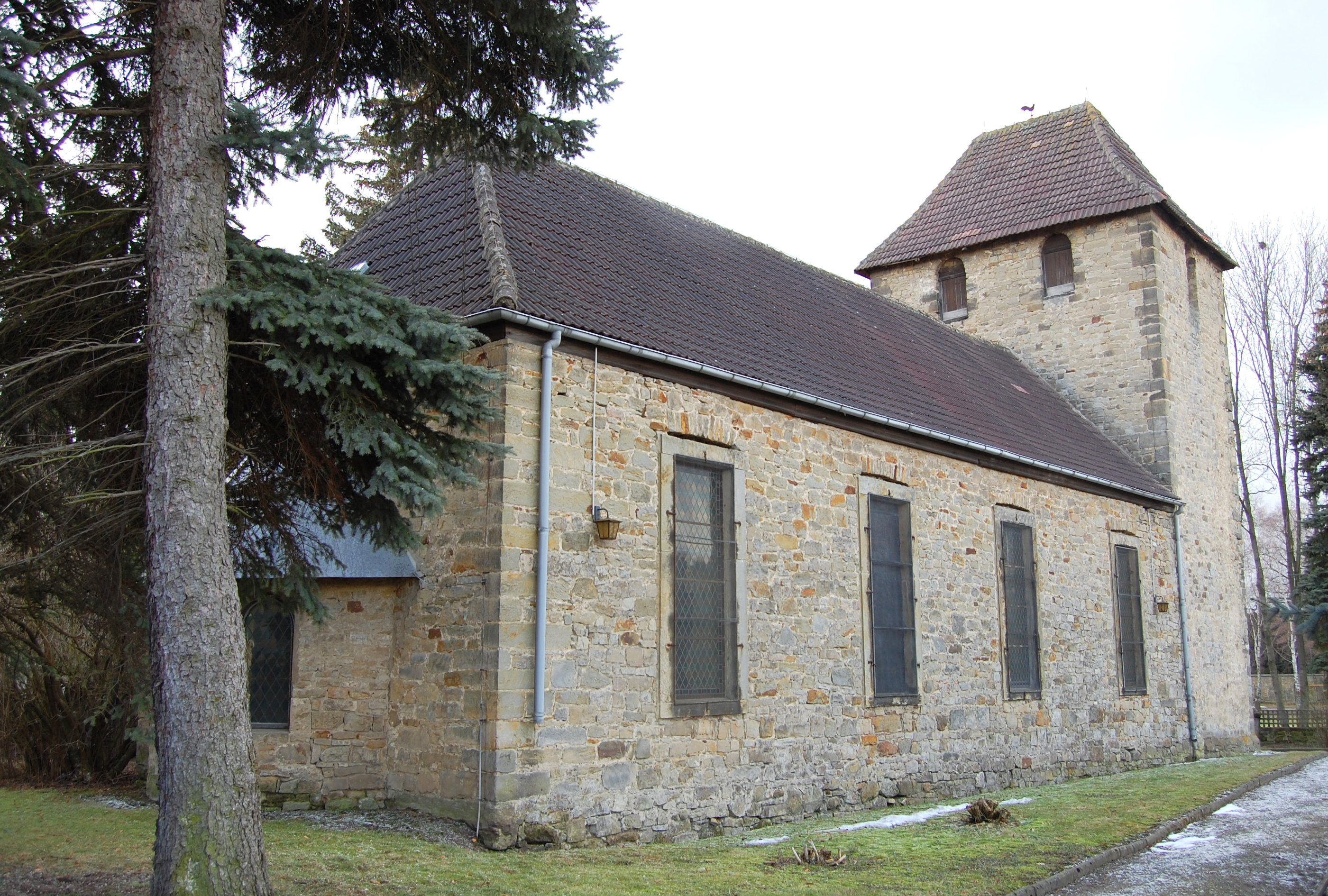
Kirche St. Gangolph

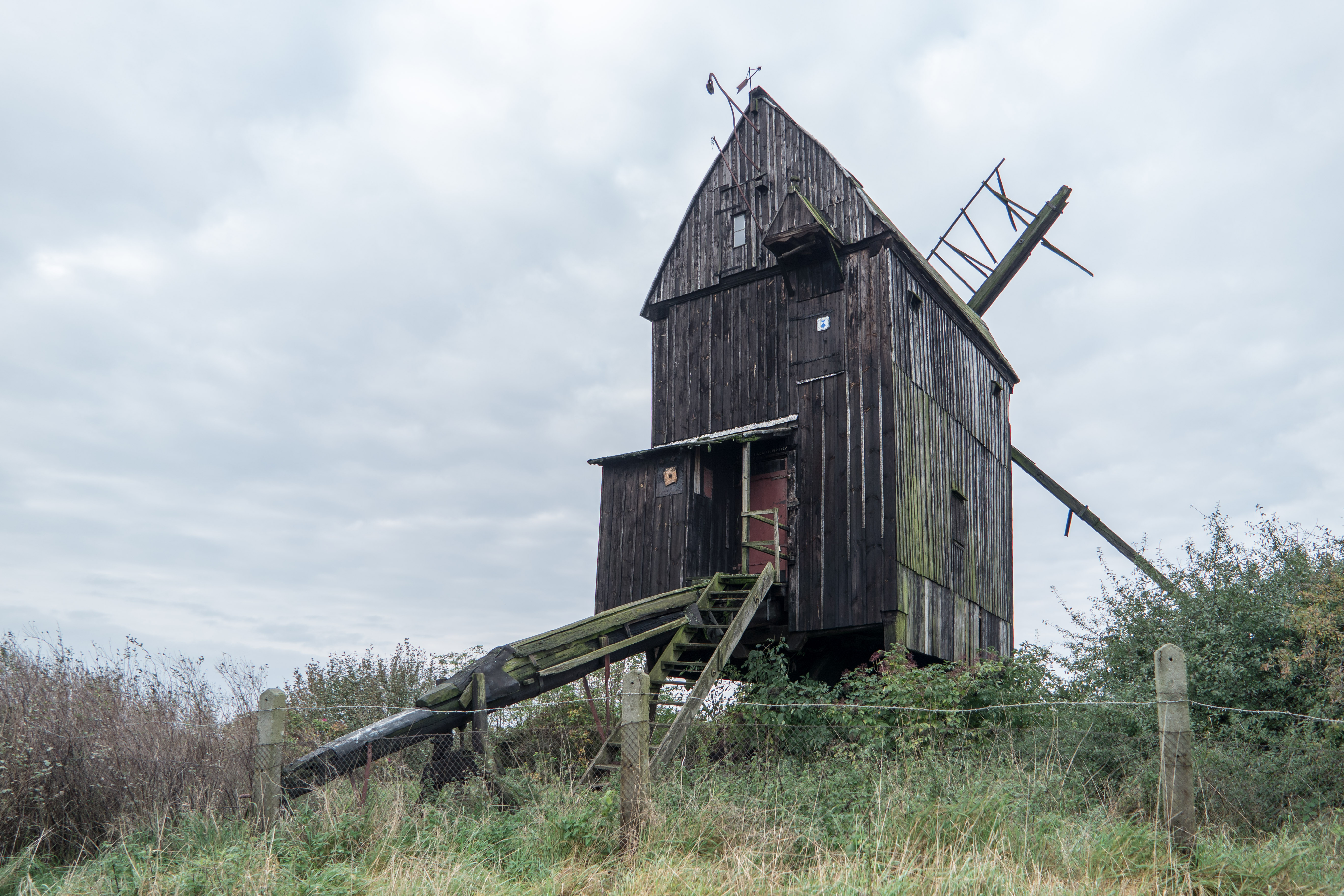
Bockwindmühle Ostingersleben

Sehenswert als technisches Denkmal ist die 1791 erbaute Bockwindmühle Ostingersleben. Ebenfalls vom Ende des 18. Jahrhunderts stammt die evangelische Sankt-Gangolph-Kirche.

## Belege
1. ↑  Flächenutzungsplan Verbandsgemeinde Flechtingen. (PDF; 6,1 MB) In: Vebansgemeinde Flechtingen. S. 43, archiviert vom Original (nicht mehr online verfügbar) am 5. November 2021; abgerufen am 5. November 2021.  Info: Der Archivlink wurde automatisch eingesetzt und noch nicht geprüft. Bitte prüfe Original- und Archivlink gemäß Anleitung und entferne dann diesen Hinweis.
2. ↑  StBA: Gebietsänderungen vom 01. Januar bis 31. Dezember 2010